# Richard Adamson
Richard Adamson (Leeds, 1901 – 1982) è stato un poliziotto britannico.

## Biografia
Non si hanno notizie anagrafiche di Richard Adamson, sergente di Polizia che, a causa del suo "basso ceto", viene raramente menzionato nei resoconti della spedizione Carter-Carnarvon che, nel 1922, scoprì in Egitto, nella Valle dei Re, la tomba KV62 di Tutankhamon.
Suo compito nella missione, a partire dall'ottobre 1922 e per i 7 anni successivi, fu quello di garantire la sicurezza della spedizione e dei reperti rinvenuti, anche durante le lente operazioni di svuotamento del sepolcro. Per tale motivo passò molte notti all'interno della neo-scoperta tomba di Tutankhamon per garantirne la sicurezza da eventuali ladri.
Una curiosità riguarda il fatto che, per aiutarlo ad ingannare il tempo, Carter lo fornì di un grammofono su cui ascoltava brani di musica operistica il cui "suono gracchiante sarebbe bastato a tener lontano qualsiasi ladro".